# Pasir Ampo
Pasir Ampo is een bestuurslaag in het regentschap Tangerang van de provincie Banten, Indonesië. Pasir Ampo telt 5710 inwoners (volkstelling 2010).